# Тупорылый помпано
Тупорылый помпано, или тупорылый трахинот (лат. Trachinotus blochii), — вид лучепёрых рыб семейства ставридовых.

## Описание
Общая длина тела может достигать 110 см, но обычно она около 40 см. Масса до 3,4 кг. Тело высокое эллипсоидальное, сжатое с боков, покрыто мелкой чешуёй. Передний профиль головы овально закруглен. Рот полунижний. На челюстях, нёбных костях и сошнике полосками расположены мелкие волосовидные зубы. Нет зубов на языке. В  первом спинном плавнике 6 отдельно сидящих коротких колючек, у крупных особей передние колючки спрятаны под кожей. Во втором спинном плавнике один колючий и 18—20 мягких лучей. В анальном плавнике один колючий и 16—18 мягких лучей. Перед анальным плавником находятся две свободные колючки; у взрослых особей полностью спрятаны под кожей. Второй спинной и анальный плавники длинные, спереди закругленные, первые лучи обоих плавников сильно удлинены. Хвостовой стебель короткий и узкий, без канавок и костных килей. Хвостовой плавник сильно раздвоенный.
Голова и тело серебристые, верхняя часть голубовато-серая, нижняя часть бледнее. Иногда крупные особи полностью золотисто-оранжевого цвета, особенно рыло и нижняя половина тела.

## Ареал и места обитания
Распространен в тропических водах Индо-Тихоокеанской области от Красного моря и Восточной Африки до Маршалловых островов и Самоа, на север до южной Японии и на юг до Австралии. Обитает вблизи внешних склонов коралловых и скалистых рифов. Молодь населяет прибрежные мелководья с песчаным дном и мелкие песчаные или илистые бухты вблизи устьев рек. Молодые трахиноты собираются в небольшие косяки, взрослые же встречаются обычно поодиночке.

## Питание
Питается в основном живущими в песке моллюсками и другими донными беспозвоночными, имеющими твёрдую оболочку или раковину.

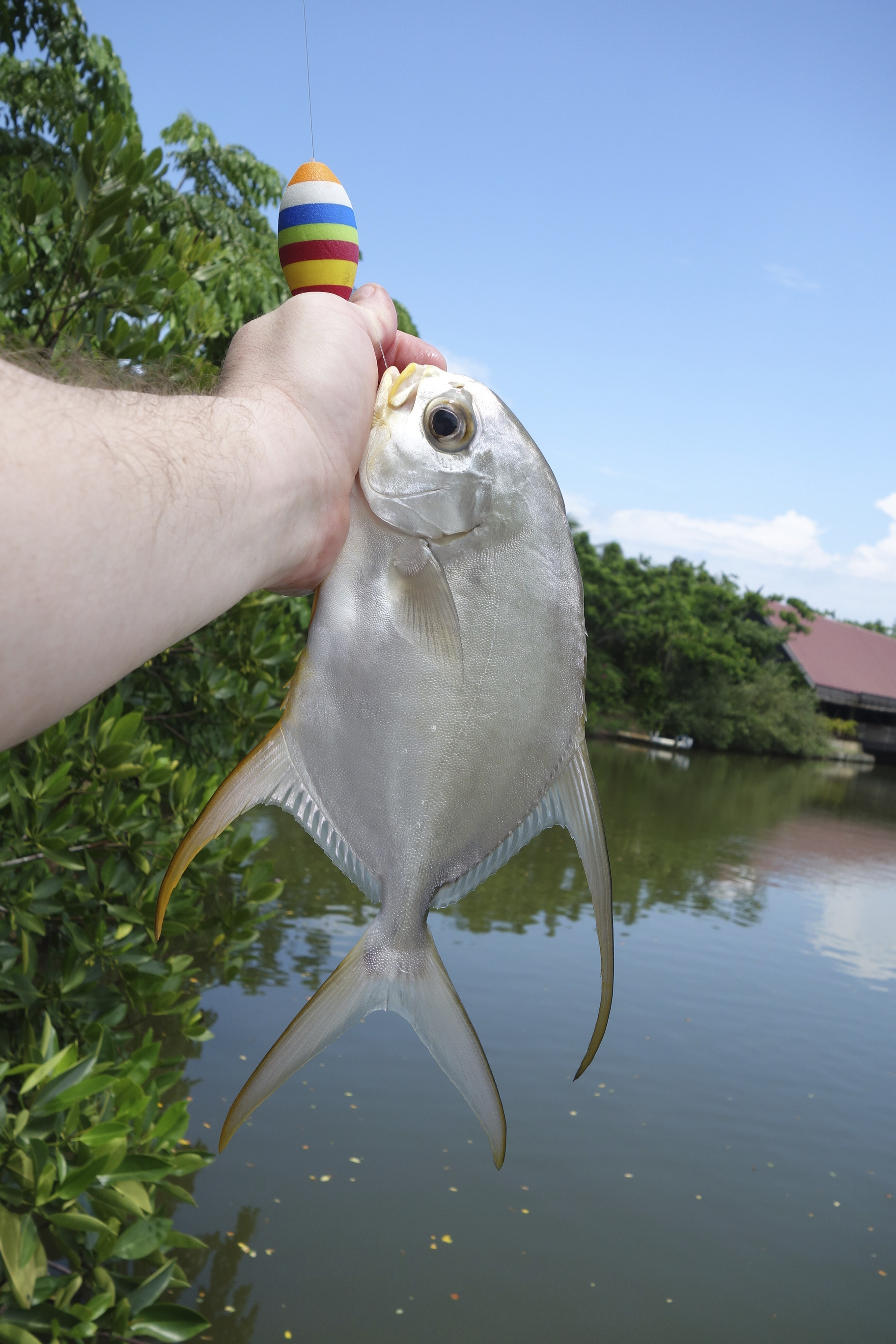
Тупорылый помпано (молодая особь), пойманный на о. Ява

## Вылов
Для промыслового рыболовства значение имеет небольшое, в отличие от любительского и спортивного рыболовства, разводится в марикультуре, содержится в океанариумах (в России — в океанариумах Воронежа и Санкт-Петербурга).